# میدان سبلان

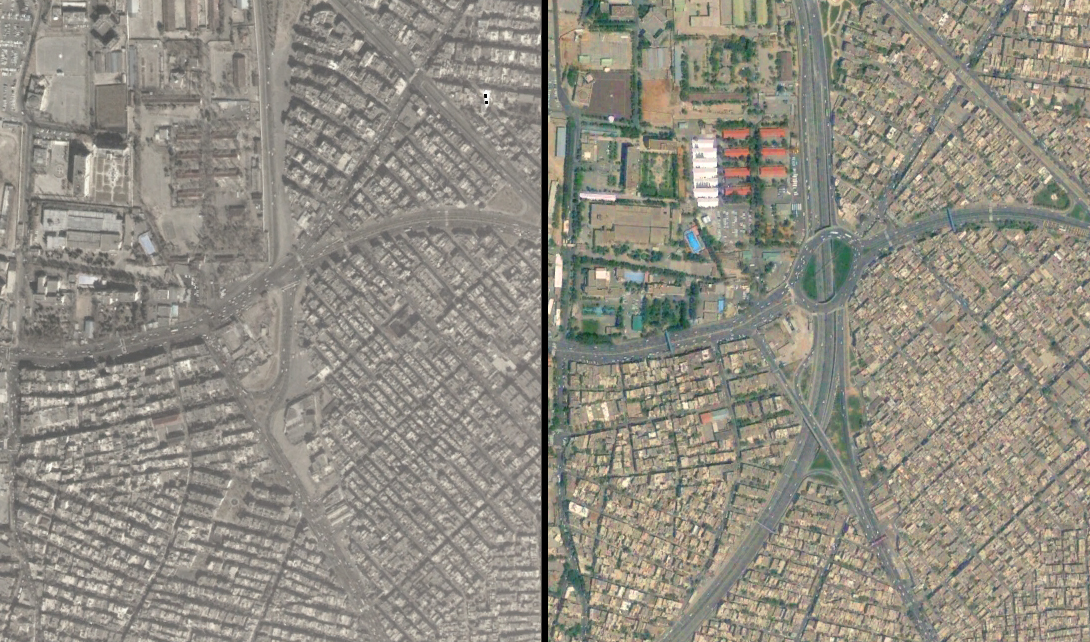
مقایسهٔ میدان سبلان در سال‌های ۸۰ و ۸۵، قبل و بعد از پروژهٔ میدان سبلان

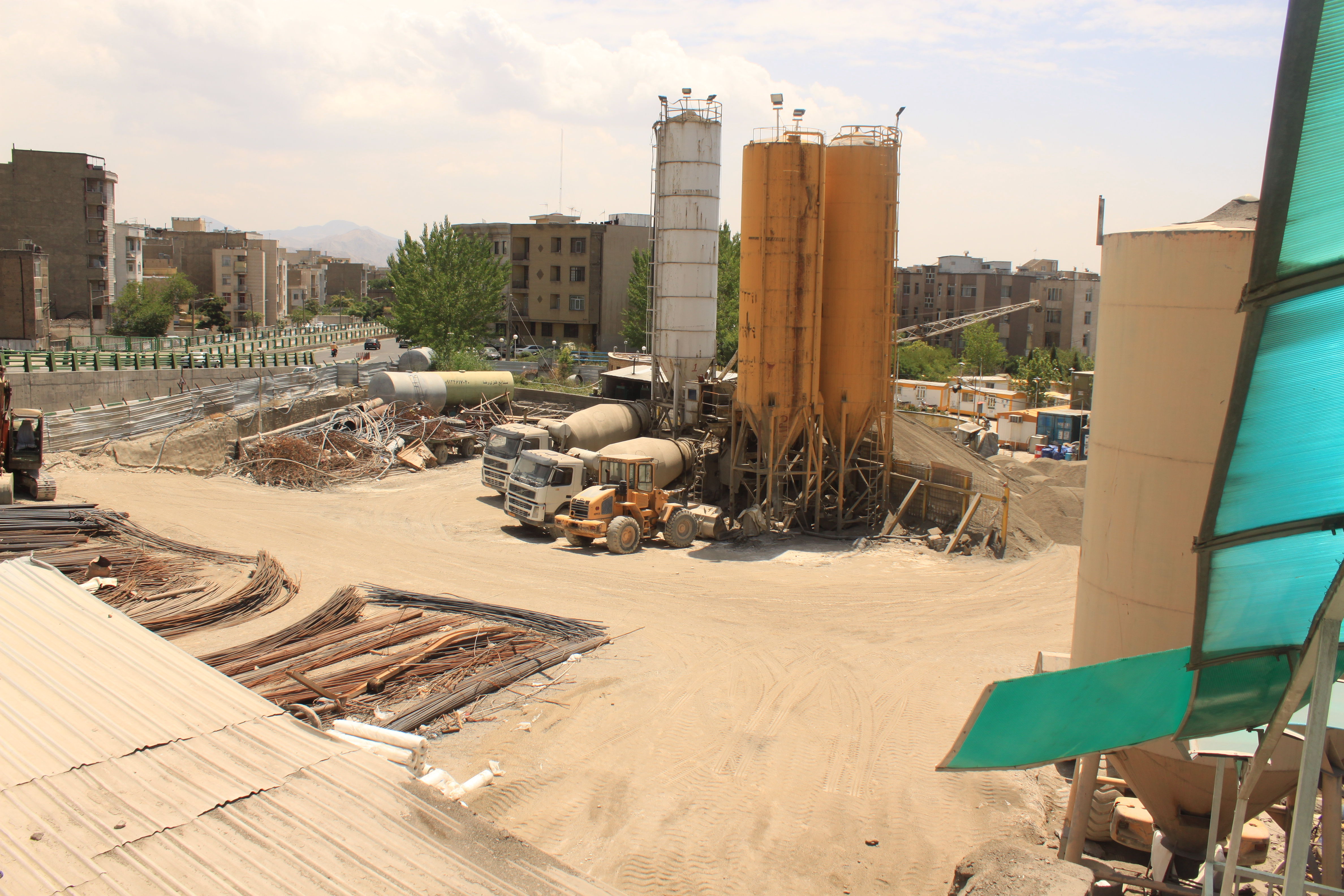
کارگاه مترو شهید صیاد شیرازی بالاتر از میدان سبلان (خرداد ۹۳)

میدان سبلان نام یکی از میادین اصلی شرق تهران است که بین منطقه ۷و ۸ شهرداری تهران قرار گرفته است.
بزرگراه صیاد شیرازی پر ترددترین مسیری است که از این میدان عبور می‌کند.
.این سایر خیابان‌های این میدان:
- از شرق به خیابان گلبرگ و محلهٔ لشکر
- از شمال به خیابان بیست‌متری مجیدیه (استاد حسن بنا) و محلهٔ مجیدیه-دبستان
- از غرب به خیابان قصر(قدوسی) و محلهٔ قصر
- از جنوب به خیابان سبلان و محلهٔ حشمتیه و خیابان دماوند و محله قاسم آباد

## تاریخچه
این میدان همزمان با ساخت بزرگراه صیاد شیرازی در اوایل دهه ۸۰ ساخته شد. (شروع طرح در سال ۸۰ و تکمیل آن در سال ۸۵) میدان سبلان قبل از شکل کنونی، تقاطع کوچکی بین خیابان‌های گلبرگ و قصر و سبلان بود، اما با وصل شدن بزرگراه شهید صیاد شیرازی به این تقاطع، شکل آن به طور کلی تغییر کرد.

## مجاورت
این میدان به دلیل مجاورت با پادگان‌های اطراف خود، میدانی امنیتی شناخته می‌شود. باغ موزهٔ قصر که در گذشته زندان قصر بود در جنوب این میدان، در خیابان پلیس قرار دارد.

## دسترسی‌ها
- ایستگاه مترو شهید صیاد شیرازی (خط ۳) در شمال این میدان (ابتدای مسیل باختر) قرار دارد
- ایستگاه متروی سبلان چهارراه نظام آباد(تقاطع خیابان های سبلان و شهید مدنی)
- اتوبوس‌های خط میدان رسالت - تخت‌طاووس (مطهری) و پل خاقانی – عباس‌آباد (بهشتی) از این میدان می‌گذرند.
- این میدان از مهم‌ترین مسیرهای تاکسی شرق به مرکز است. (عمدتاً به سمت خیابان ولیعصر و محدوده ابتدایی عباس آباد واقع در منطقه ۶)

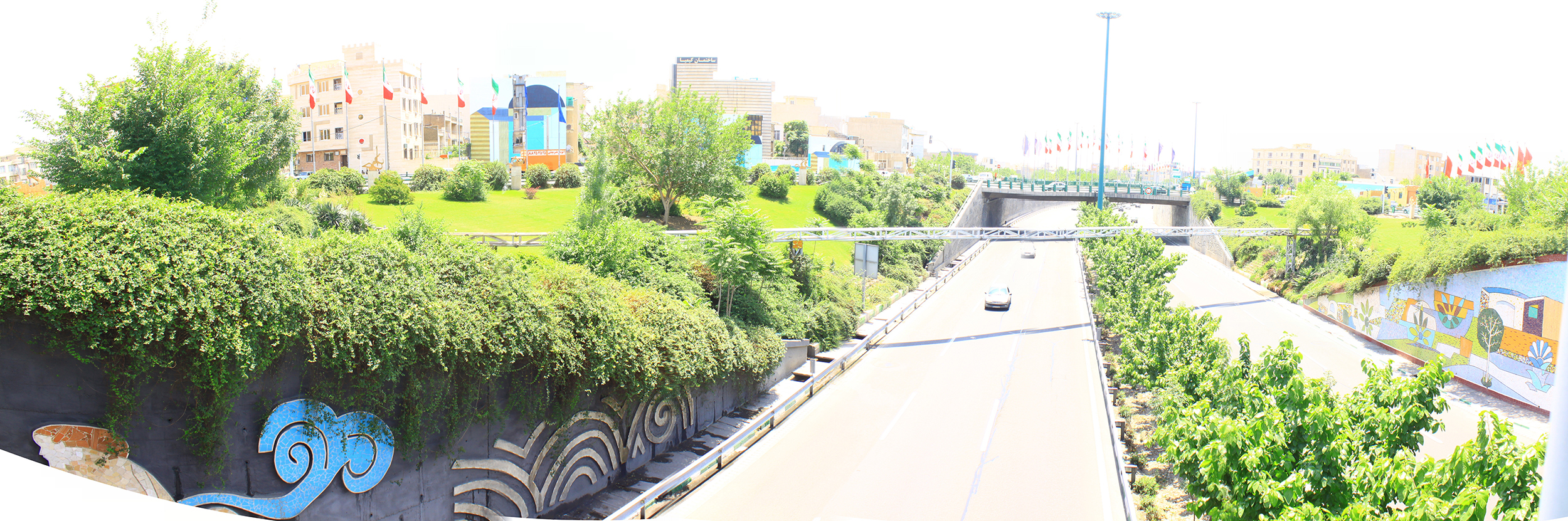
عکس سراسرنما از شمال میدان سبلان

## حوادث
در تاریخ ۱۹ آبان ۱۳۹۲ ساعت ۲۱ در میدان سبلان ابتدای خیابان گلبرگ  صفدر رحمت آبادی  معاون پارلمانی وزیر صنعت و معدن به ضرب گلوله کشته شد.